# Harakiri (película de 1962)
Harakiri (切腹 Seppuku?,  1962) es una película japonesa dirigida por Masaki Kobayashi y basada en la novela Ibun rônin-ki, de Yasuhiko Takiguchi. La trama se desarrolla entre 1619 y 1630, durante el Período Edo y el shogunato Tokugawa, y relata la historia de Hanshirō Tsugumo, un rōnin o samurái sin amo.

## Argumento
En 1630, tras un largo período de paz después del final de las guerras civiles con el establecimiento del shogunato Tokugawa, miles de samuráis se encuentran sin amo y abocados a la pobreza y el desamparo. Según dictaba el bushidō o código samurái, una honrosa salida a tal situación era el ritual de suicidio conocido como seppuku o harakiri.
Un viejo y empobrecido rōnin, Tsugumo Hanshirō, que había servido al clan Geishu antes de su abolición, acude a la casa del clan Iyi solicitando un lugar digno en el que practicarse el harakiri. Es recibido por el regente Saitō Kageyu, que, para disuadirlo, le relata la historia de otro joven samurái, Motome Chijiiwa, quien también había servido al clan Geishu, y que llegó bajo la falsa pretensión de practicarse el harakiri, con la esperanza de recibir unas monedas en su lugar. El clan, para disuadir a otros rōnin que acudiesen con la misma intención, fuerza a Motome a practicarse el harakiri a pesar de haber descubierto que sus espadas eran falsas y fabricadas en bambú, con lo que el suicidio se convierte en una penosa y agonizante muerte.
Después de escuchar el relato, Hanshirō sigue determinado a practicarse el harakiri, y Kageyu acepta la petición confiado en que ello reafirmará la moral y la fama del clan Iyi. Antes de comenzar el ritual, presidido por Kageyu y rodeado de los miembros del clan, Hanshirō pide relatar los hechos que le han conducido a tal situación.
Recurriendo al flashback, narra su vínculo con el joven Motome Chijiiwa, cuya protección le fue confiada por su padre, un amigo samurái del clan Geishu que murió por harakiri tras la disolución del clan. Hanshirō crio sólo a Motome y a propia su hija Miho, que terminarían casándose y dándole un nieto. Pero la situación de pobreza de la familia lleva a su hija Miho y su nieto a enfermar, por lo que Motome, sin dinero para un médico y habiendo empeñado ya sus espadas, decide probar suerte en la residencia del clan Iyi. Pocos días después, tres hombres del clan Iyi le devuelven el cuerpo sin vida de Motome, y en los días sucesivos mueren su hija y su nieto. Completamente sólo, Hanshirō busca de uno en uno a los tres miembros del clan que le devolvieron a Motome para batirse en duelo con ellos, cortándoles sus coletas en lugar de matarlos, un acto que supone una absoluta humillación para un samurái.
Tras su relato, el regente Kageyu, consciente de que Hanshirō busca vengar la muerte de Motome, ordena a sus hombres matarle. En un gran combate por todo el palacio, Hanshirō da muerte a varios hombres y destroza la figura del Ídolo del clan, emblema y personalización del honor del clan. Antes de ser abatido, Hanshirō, malherido, se practica el harakiri.
Kageyu, para preservar el honor del clan, restaura el Ídolo y ordena a sus dos hombres humillados por Hanshirō al cortarles la coleta que se practiquen el harakiri (de los tres que eran, uno ya lo había hecho). Finalmente, oculta también la bajas causadas por Hanshirō durante el combate, haciendo constar en los diarios que han sido causadas por enfermedad, borrando así todo rastro del falso honor del clan que pusieron de relieve el relato y los hechos posteriores.

## Reparto
| Actor           | Personaje        |
| --------------- | ---------------- |
| Tatsuya Nakadai | Tsugumo Hanshirō |
| Rentarō Mikuni  | Saitō Kageyu     |
| Shima Iwashita  | Tsugumo Miho     |
| Akira Ishihama  | Chijiiwa Motome  |
| Tetsurō Tamba   | Omodaka Hikokuro |
| Ichiro Nakaya   | Yazaki Hayato    |
| Yoshio Aoki     | Kawabe Umenosuke |

## Temas
La película plasma la situación de pobreza y desamparo en que se vieron abocados miles de samuráis tras el establecimiento del shogunato Tokugawa en 1603. El shogunato, que se mantuvo en el poder hasta la Restauración Meiji de 1868, se caracterizó por una férrea centralización e inauguró un periodo de paz en el que muchos samuráis, especialmente los que servían a señores de la guerra derrotados por los Tokugawa, quedaron sin amo, creándose así la figura del rōnin o samurái sin amo.
La película critica también la hipocresía del código de honor de los daimio o señores feudales, sólo preocupados en mantener las apariencias y la reputación de su clan, aunque tuviesen que ocultar la verdad para ello.

## Premios
La película compitió en el Festival de Cannes de 1963, recibiendo el Premio del Jurado.

## Adaptaciones
En 2011, el director japonés Takashi Miike realizó una versión en 3D de la película titulada Hara-kiri: Muerte de un samurai, que fue estrenada en el Festival de Cannes de 2011.